# Rhamphomyia bernhardi
Rhamphomyia bernhardi är en tvåvingeart som beskrevs av Bartak 2000. Rhamphomyia bernhardi ingår i släktet Rhamphomyia och familjen dansflugor. Inga underarter finns listade i Catalogue of Life.